# Мухаџер Бабуш
Мухаџер Бабуш (алб. Babushi i Muhaxherve) је село у општини Липљан у Косовском управном округу. Налази се југосточно од Урошевца, а сматра се да се у његовој околини налазе остаци средњовековног Сврчина, једног од двораца Немањића. Након 1999. године село је познато само као Бабуш (алб. Babush).

## Географски положај
Село је у равници, на подножју Жеговца око 4 км источно од ушћа Сазлије у Ситницу. Збијеног је типа. Дели се на пет махала: Стубљак, Љуш, Мавали, Болоји и Шкруељ. Прве четири се зову по јачим родовима у њима, а последња по фису њених становника.

## Историја
Село је основано 1864. као колонија Черкеза. Кад се Србија у рату 1877-78. примакла Косову и почеле муслиманске избеглице („мухаџири“) да долазе на Косово, Черкези се иселили у дубљу унутрашњост Турске. При исељењу их је било око 25 кућа. На њихово место су се доселили Албанци мухаџири из ослобођених крајева Србије. Од Черкеског Бабуша, како се звало, јер је основано на атару Бабуша, село се одонда прозвало Муаџер Бабуш. По првом светском рату село је почело добијати колонисте Србе и Црногорце.

## Порекло становништва по родовима
Албански родови:
- Стубла (4 кућа.), од фиса Гаша,
- Спонца (2 кућа.), – Тмава (5 к.) и – Рудар (1 к.), од фиса Краснића, мухаџири из топличких села Стубле, Спонце, Тмаве и Рудара.
- Болин (24 кућа.), од фиса Сопа, мухаџири из Болине (Топлица).
- Љуша (5 кућа.), од фиса Краснића, мухаџири из Љуше (Топлица).
- Зуча (6 кућа.), од фиса Шкреља, мухаџири из Зуче у Топлици. Овде је променио фис и ушао у Круе Зи.

Колонисти:
- Ђуркићи (1 кућа.) 1921. из Готовуше (Сиринић).
- Басарци (1 кућа.)
- Добрини (1 кућа.) 1922. из Севца (Сиринић).
- Раца (1 кућа.) и – Зивлаковић (1 к.) 1922. из околине Дрвара.
- Рунић (1 кућа.) 1922. из Ливањског Поља.
- Марјановић (1 кућа.) 1924. из Далмације.
- Јововић (1 кућа.) 1923. из Роваца (Црна Гора).
- Огњеновић (1 кућа.) и – Пауновић (1 кућа.) 1924. из Велике (Андријевица).

## Демографија
| Година       | 1948 | 1953 | 1961 | 1971 | 1981 | 1991 | 2011 |
| ------------ | ---- | ---- | ---- | ---- | ---- | ---- | ---- |
| Становништво | 767  | 635  | 715  | 815  | 968  | 1100 | 1206 |

|  |

## Етнички састав
Према попису из 2011. године Албанци су у овом месту чинили 99,83% становништва.